# Keboharan
Keboharan is een bestuurslaag in het regentschap Sidoarjo van de provincie Oost-Java, Indonesië. Keboharan telt 4820 inwoners (volkstelling 2010).